# Tomislav Paškvalin
Tomislav Paškvalin (ur. 29 sierpnia 1961 w Zagrzebiu) – chorwacki piłkarz wodny. W barwach Jugosławii dwukrotny złoty medalista olimpijski.
Mierzący 204 cm wzrostu zawodnik mistrzem olimpijskim był w Los Angeles w 1984 (Jugosławia była jednym z państw komunistycznych, które wzięły udział w olimpiadzie) oraz w Seulu. Był srebrnym medalistą mistrzostw Europy w 1985 i 1987, a w 1986 mistrzem świata. W kadrze Jugosławii rozegrał 285 meczów.